# Cloroplast

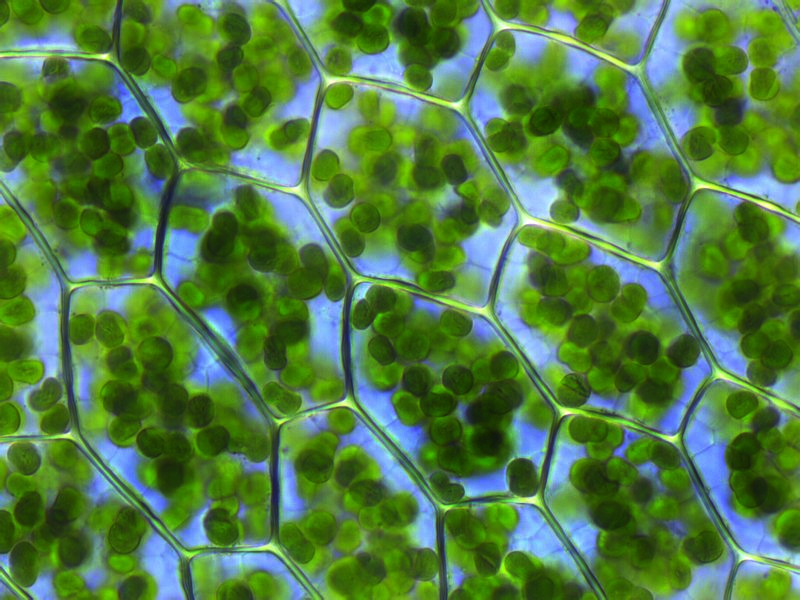
La nivelul cloroplastelor are loc procesul de fotosinteză

Cloroplastele sunt organite celulare întâlnite la plantele verzi, alge, fiind sediul fotosintezei. Fotosinteza este un proces prin care din apă și săruri minerale cu dioxidului de carbon în prezența luminii și cu ajutorul pigmentului clorofilă se obțin substanțe organice și oxigen.

## Origine și evoluție
Cloroplastele, de altfel ca și toate plastidele au apărut acum 1,5 miliarde de ani ca bacterii autotrofe, cel mai probabil au fost cianobacterii, care au intrat în simbioză cu organisme unicelulare eucariote, asemănându-se astfel mitocondriilor, care au apărut la fel în urma unei simbioze cu o celulă eucariotă. Membrana internă a cloroplastelor reprezintă membrana a vechilor cianobacterii, iar membrana externa a apărut în urma simbiozei cu celula eucariotă. 

## Localizare
Cloroplastele pot fi întâlnite la toate celulele vegetale, responsabile cu fotosinteza. O celula tipică parenchimatică conține în jur de 10-100 cloroplaste. Cloroplastele pot fi unite între ele prin mici punți, numite stromule. 

## Structură
| 1 - membrana externă 2 - spatiul intermembranar 3 - membrana internă 4 - stroma 5 - lumen 6 - membrana tilacoidală | 7 - grana 8 - tilacoidul intergranar 9 - amidon 10 - ribozom 11 - ADN plastidial 12 - plastoglobulă |

Ultrastructura:
1 - membrana externă
2 - spatiul intermembranar
3 - membrana internă
4 - stroma
5 - lumen
6 - membrana tilacoidală
7 - grana
8 - tilacoidul intergranar
9 - amidon
10 - ribozom
11 - ADN plastidial
12 - plastoglobulă

Cloroplastele sunt discuri plate cu diametrul de 2-10 microni și 1 micron grosime. Cloroplastul are un înveliș format din două membrane: externă și internă. Între aceste două straturi se află spațiul intermembranos. Fluidul din cloroplast se numește stroma (lichid stromatic), fiind corespondentul citoplasmei dintr-o bacterie. Conține mici elemente de ADN, ARN, și ribozomi, lipide, enzime și unele metale. Foița internă a membranei formează prelungiri în interiorul stromei sub formă de lame stromatice, numite tilacoide (granale și integranale), în lungul cărora se dispun grupe de saci aplatizați, numiți saculi granari, ce conțin pigmentul clorofilian. Ansamblul format din lamele stromatice și saculi granari formează așa-numitul granum sau grana.

### Diversitatea morfologică a cloroplastelor
La alge, unde se mai numesc și cromatofori, numărul, forma și culoarea lor variază. La algele verzi pot avea formă de clopot (Chlamydomonas), panglică spiralată (Spirogyra) sau rețea (Cladophora). La algele brune, în celule există de obicei numeroase plastide mici, de culoare galben-brună, deoarece culoarea verde a clorofilei este mascată de un pigment brun, numit fucoxantină. La algele roșii, plastidele pot avea diferite forme și de asemenea clorofila este mascată de un pigment specific, în acest caz roșu, numit ficoeritrină.
Este interesant de remarcat că la unele alge (de exemplu, la heteroconte) cloroplastele par să se fi dezvoltat într-o a doua fază a endosimbiozei, în care o celulă eucariotă a "înghițit" o a doua celulă eucariotă care conține cloroplaste, formând cloroplaste cu trei sau patru straturi membranoase.

### Genomul cloroplastic
Cloroplastele dețin un genom individual, diferit de genomul celulelor din care fac parte. Acestea dețin în jur de 60-100 gene. ADN-ul plastidian este simplu, neramificat. În stromă pot fi găsiți ribozomi, alcătuiți din ARN.
Cloroplastul conține gene de ADN care se transmit pe linie maternă, această ereditate numindu-se maternă sau matroclină.

## Ciclul Calvin
Ciclul Calvin reprezintă o serie de reacții biochimice, care au loc in stroma organismelor fotosintetice, în timpul fazei de întuneric. În cadrul acestui proces, energia cinetică a fotonilor este transformată în energie chimică de legatură.